# Rafael Carmena Rodríguez
Rafael Carmena Rodríguez (Cádiz, 4 de marzo de 1940-Valencia, 5 de mayo de 2024) fue un endocrinólogo y profesor universitario español.

## Biografía
Licenciado en Medicina por la Universidad de Valencia con premio extraordinario fin de carrera (1964), se doctoró en la misma universidad dos años más tarde. Becado por el Ministerio de Educación, la Fundación Fullbright y la Fundación Juan March trabajó y amplió su formación hasta 1971 en la Universidad de Friburgo (Alemania) y en la de Minesota (Estados Unidos), donde trabajó con Francisco Grande Covián preparando su tesis doctoral. Establecido en España en 1972 accedió como profesor adjunto en la Facultad de Medicina de la universidad valenciana. En 1975 alcanzó la cátedra de Patología y Clínica Médicas en la Universidad de Murcia y trabajó en el Hospital Clínico Universitario Virgen de la Arrixaca hasta 1982, cuando se incorporó a la cátedra en la Universidad de Valencia —de la que es profesor emérito desde 2010— y el Hospital Clínico Universitario de Valencia. En los años 1980 y 1990 fue profesor visitante de las universidades de Minesota, Montreal (Canadá) y La Plata (Argentina).
Rafael Carmena es considerado un referente en el ámbito de la medicina interna y en sus aportaciones a la endocrinología. Su producción científica supera las ciento sesenta publicaciones en revistas de prestigio y amplio impacto, más de treinta tesis doctorales dirigidas, diez libros relevantes además de conferencias y ponencias en congresos y reuniones nacionales e internacionales.
Entre los galardones profesionales recibidos se encuentran el Premio Rey Jaime I en la modalidad de Medicina Clínica otorgado por la Generalidad Valenciana en 2002, por «sus trabajos sobre los factores de riesgo asociados a la arteriosclerosis. Especializado en el estudio de la obesidad y diabetes, sus aportaciones han tenido una amplia repercusión para el conocimiento y mejora de los estándares de salud pública» y la Distinción al Mérito Científico en 2012, también de la Generalidad Valenciana. Es doctor honoris causa por la Universidad Cayetano Heredia (Perú, 2012) y por la Universidad de Murcia (2013), miembro de honor de distintas sociedades científicas, académico de número de la Real Academia de Medicina y Cirugía de Murcia (1981), de la de Valencia (1993), miembro de la Academia de Ciencias de Nueva York, la Asociación Estadounidense para el Avance de la Ciencia y la Asociación Europea para el Estudio de la Diabetes, entre otras.